# Női 10 méteres szinkronugrás a 2022-es úszó-Európa-bajnokságon
A 2022-es úszó-Európa-bajnokságon a műugrás női szinkron 10 méteres versenyszámának döntőjét augusztus 20-án délután rendezték meg a római Foro Italicóban.
A viadalt a britek 17 esztendős versenyzője, Andrea Spendolini-Sirieix és partnere, Lois Toulson nyerte, megelőzve a Kszenija Bajlo, Szofija Liszkun ukrán, illetve a Christina és Elena Wassen német párost.

## Versenynaptár
Az időpont(ok) helyi idő szerint olvashatóak (UTC +01:00):
| Dátum                        | Időpont | Forduló |
| ---------------------------- | ------- | ------- |
| 2022. augusztus 20., szombat | 15:30   | Döntő   |

## Eredmény
| #  | Versenyző                              | Ország                   | Pontok | Pontok | Pontok | Pontok | Pontok | Pontok |
| #  | Versenyző                              | Ország                   | F1     | F2     | F3     | F4     | F5     | Össz.  |
| -- | -------------------------------------- | ------------------------ | ------ | ------ | ------ | ------ | ------ | ------ |
|    | Andrea Spendolini-Sirieix Lois Toulson | Egyesült Királyság (GBR) | 46,80  | 49,20  | 68,40  | 66,24  | 72,96  | 303,60 |
|    | Kszenija Bajlo Szofija Liszkun         | Ukrajna (UKR)            | 49,80  | 46,20  | 58,80  | 72,96  | 71,10  | 298,86 |
|    | Christina Wassen Elena Wassen          | Németország (GER)        | 49,80  | 47,40  | 62,40  | 62,10  | 68,16  | 289,86 |
| 4. | Elettra Neroni Maia Biginelli          | Olaszország (ITA)        | 44,40  | 45,60  | 63,84  | 52,20  | 61,44  | 267,48 |